# Deudorix renidens
Deudorix renidens is een vlinder uit de familie van de Lycaenidae. De wetenschappelijke naam van de soort is voor het eerst gepubliceerd in 1884 door Paul Mabille.
De soort komt voor in Madagaskar.